# 1169 Альвіна
1169 Альвіна (1930 QH, 1937 VH, 1955 SK1, 1955 SR1, 1169 Alwine) — астероїд головного поясу, відкритий 30 серпня 1930 року.
Тіссеранів параметр щодо Юпітера — 3,561.